# St-Eusèbe (Chapelaine)

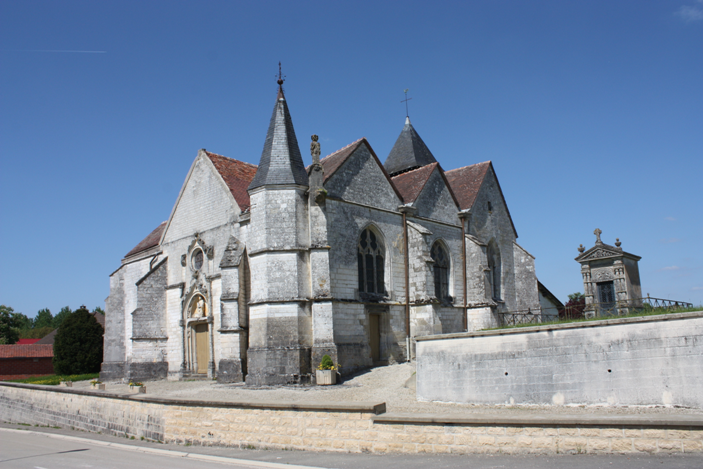
Kirche St-Eusèbe in Chapelaine

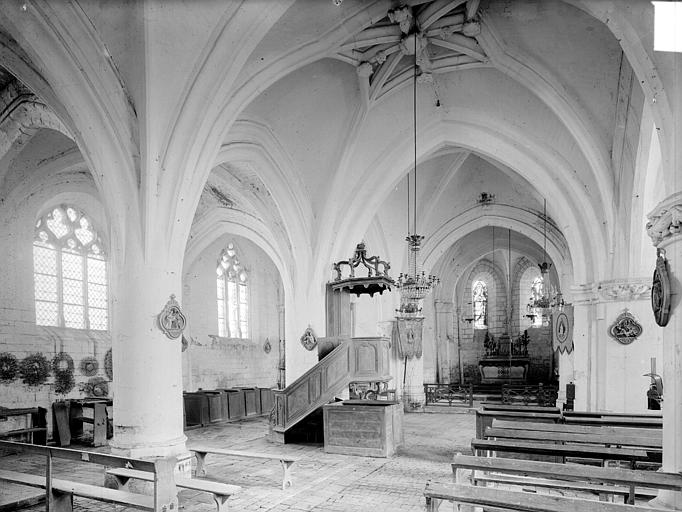
Innenansicht (1915)

Die katholische Kirche St-Eusèbe in Chapelaine, einer französischen Gemeinde im Département Marne der Region Grand Est, wurde um 1200 errichtet. Die dem heiligen Eusebius von Rom geweihte Kirche ist seit 1931 als Monument historique klassifiziert.
Die kleine dreischiffige Hallenkirche ist mit Kreuzrippengewölben ausgestattet, deren Kuppen zwar gefaltet sind, was der Gotik der Île-de-France entspricht, aber doch stark ansteigende Scheitellinien haben, wie der in Westfrankreich entwickelten angevinischen Gotik entspricht. Die Gewölberippen haben in allen Teilen dieser Kirche gleichartige Profile, die Gestaltung der Fenster ist jedoch unterschiedlich. Der polygonale Chor hat noch frühgotische Spitzbogenfenster ohne Maßwerk, die übrige Kirche wurde im 16. Jahrhundert mit Maßwerkfenstern im Flamboyantstil umgebaut.
Das Renaissance-Portal besitzt ein Tympanon mit der Figur des heiligen Eusebius.